# Topuğu Kıllı
Le Topuğu Kıllı (prononcé [to.pu: kɯl.lɯ], ou en turc : Kızılcahamam Topuğu Kıllısı, en français « à talons poilus ») est une race de chevaux de selle multitâches présumée très rare ou éteinte. Originaire de la région de Kızılcahamam, en Turquie, elle se caractérise par l'abondance de ses fanons. 

## Histoire
La race doit son nom à la présence de fanons dans la partie inférieure de ses membres, topugu signifiant « talon » ou « paturon » en langue turque, et killisi, « poilu »,.

## Description
C'est un cheval à fanons,. D'après l'unique photo d'un sujet prise par le Dr Ertuğrul Güleç, sa couleur de robe est un isabelle fumé.

## Utilisations
C'est un cheval multitâches, utilisé tant pour la traction que pour le bât ou la monte,. 

## Diffusion de l'élevage
Il est considéré comme une race locale propre à Kızılcahamam, dans la province d'Ankara. Elle s'est beaucoup raréfiée, au point d'être signalée proche de l'extinction en 2005. Les études ultérieures signalent sa probable extinction,. En 2012, le Dr Orhan Yılmaz a demandé la mise en place d'une étude de caractérisation de la race et de mesures de conservation in situ et ex-situ immédiates. Dans l'édition de 2020 du dictionnaire des races animale de CABI, le Topuğu Kıllı est indiqué comme race éteinte.